# Jacksboro (Texas)
Jacksboro és una població dels Estats Units a l'estat de Texas. Segons el cens del 2000 tenia 4.533 habitants.

## Demografia
Segons el cens del 2000, Jacksboro tenia 4.533 habitants, 1.382 habitatges, i 954 famílies. La densitat de població era de 300,7 habitants/km².
Dels 1.382 habitatges en un 33,7% hi vivien nens de menys de 18 anys, en un 53,7% hi vivien parelles casades, en un 11,7% dones solteres, i en un 30,9% no eren unitats familiars. En el 28,4% dels habitatges hi vivien persones soles el 16,3% de les quals corresponia a persones de 65 anys o més que vivien soles. El nombre mitjà de persones vivint en cada habitatge era de 2,5 i el nombre mitjà de persones que vivien en cada família era de 3,06.
Per edats la població es repartia de la següent manera: un 21,7% tenia menys de 18 anys, un 13% entre 18 i 24, un 33,1% entre 25 i 44, un 17,9% de 45 a 60 i un 14,3% 65 anys o més.
L'edat mediana era de 35 anys. Per cada 100 dones de 18 o més anys hi havia 156,5 homes.
La renda mediana per habitatge era de 30.833 $ i la renda mediana per família de 36.759 $. Els homes tenien una renda mediana de 26.716 $ mentre que les dones 20.592 $. La renda per capita de la població era de 13.595 $. Aproximadament el 12,2% de les famílies i el 15% de la població estaven per davall del llindar de pobresa.

## Poblacions més properes
El següent diagrama mostra les poblacions més properes.